# Костел Святого Антонія (Залізці)

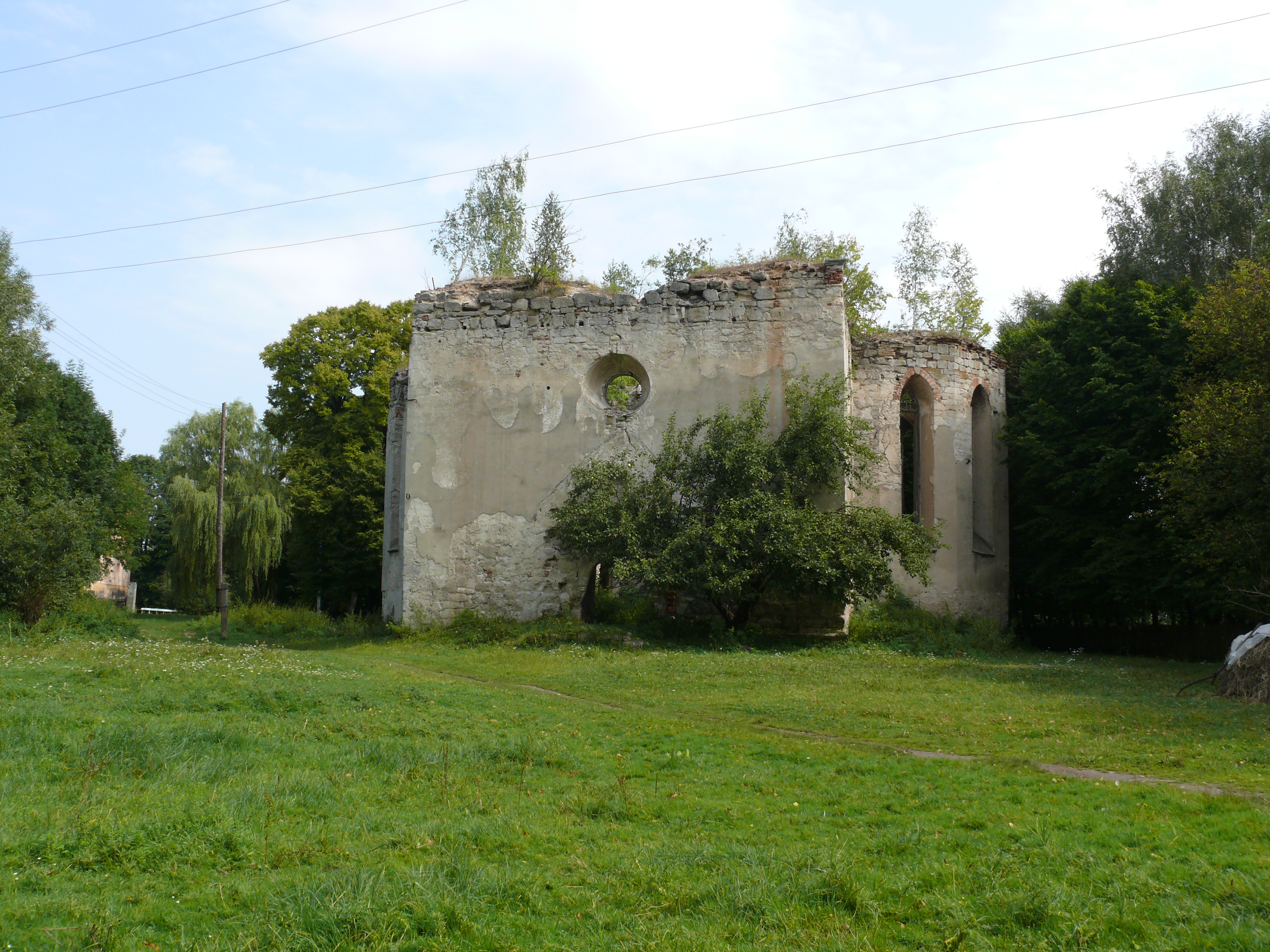
Костел Святого Антонія

Костел святого Антонія — сакральна споруда в містечку Залізці (нині Тернопільська область, Україна).

## Коротка історія
Костел святого Антонія побудований із пісковика в XV ст., консекрований 1538 року. В 1547 році сини Марціна Каменецького зробили фундуш для костелу. Собою поєднував стилі пізньої готики та ренесансу. В 1730 році перебудовується коштом Юзефа Потоцького в бароковому стилі.
Перебуває в руїнах. Подекуди проступають залишки поліхромії на стінах, збереглися вітражні решітки.

## Усипальниця
Тут у криптах знайшли свій спочинок князі Константи та Януш Вишнівецькі. Їхні пишні надгробки, як і надгробні плити, які знайшли тут 1938 року і вважали історичними пам'ятками (з 1569. — когось з ініціалами SK, з 1578 р. — анонімної жінки; з 1579 р. — Зофії Поморської і сина Войцеха; 1581 р. — Каспра Поморського і його дружини Зофії (Ще однієї?) Стриєнської, з 1586 р. — Катерини Троянівни та кілька інших) не збереглися — зникли в часи II-ї світової або в перші повоєнні роки.